# 阜阳站
阜阳站位于中国安徽省阜阳市向阳北路，为京九线安徽段最大的枢纽车站，建于1971年。为中国铁路上海局集团管辖的客货运一等站。现在阜阳是五路交汇、八线引入的安徽主要铁路枢纽之一。经过铁路有京九铁路、阜淮铁路、漯阜铁路和青阜铁路。阜阳站每日通过固定列车约90对，最高每日通过旅客列车近150对，年发送旅客约900万人，春运累计发送旅客均超过300万人。

## 历史

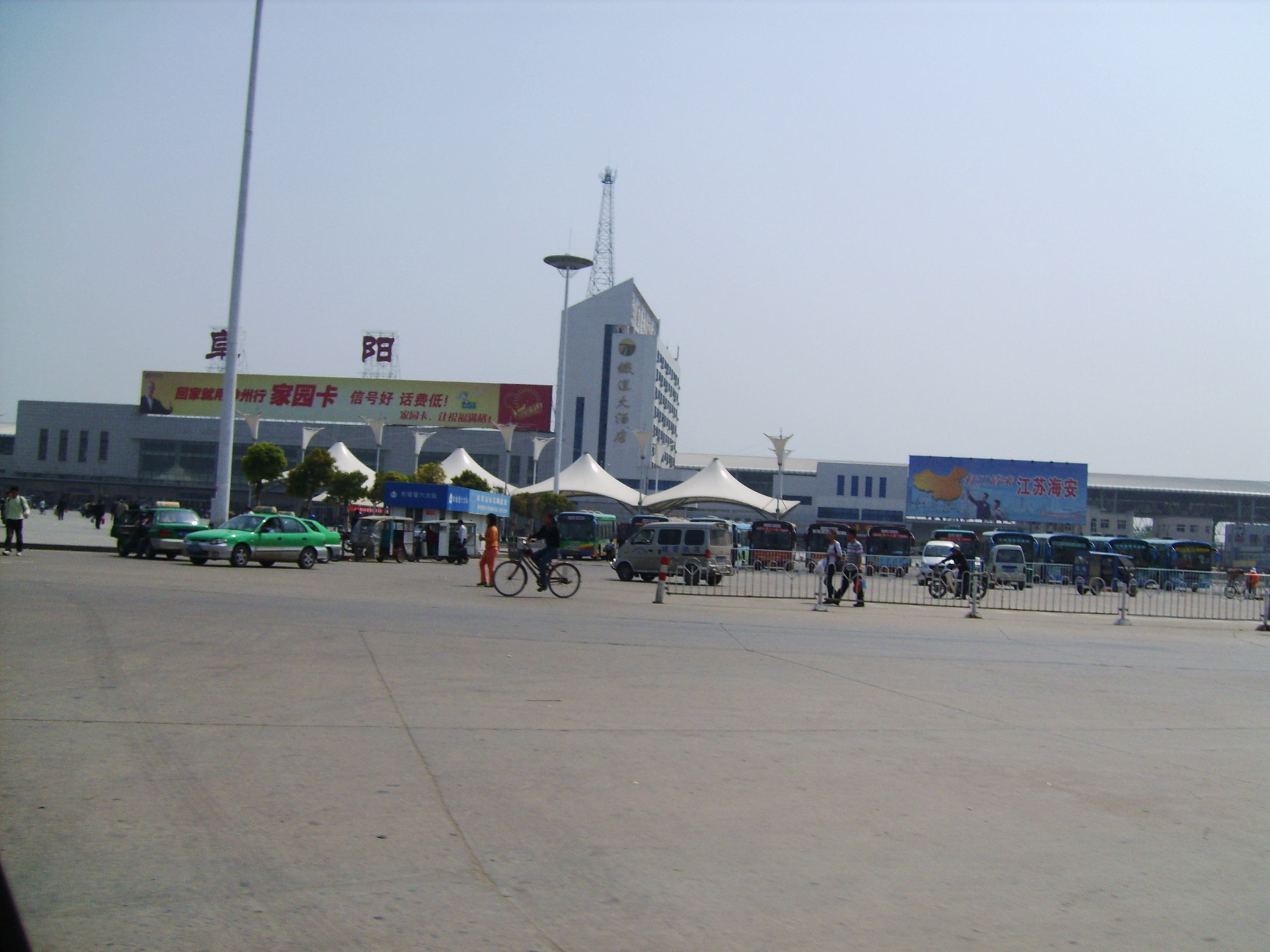
2009年4月的阜阳站站前广场

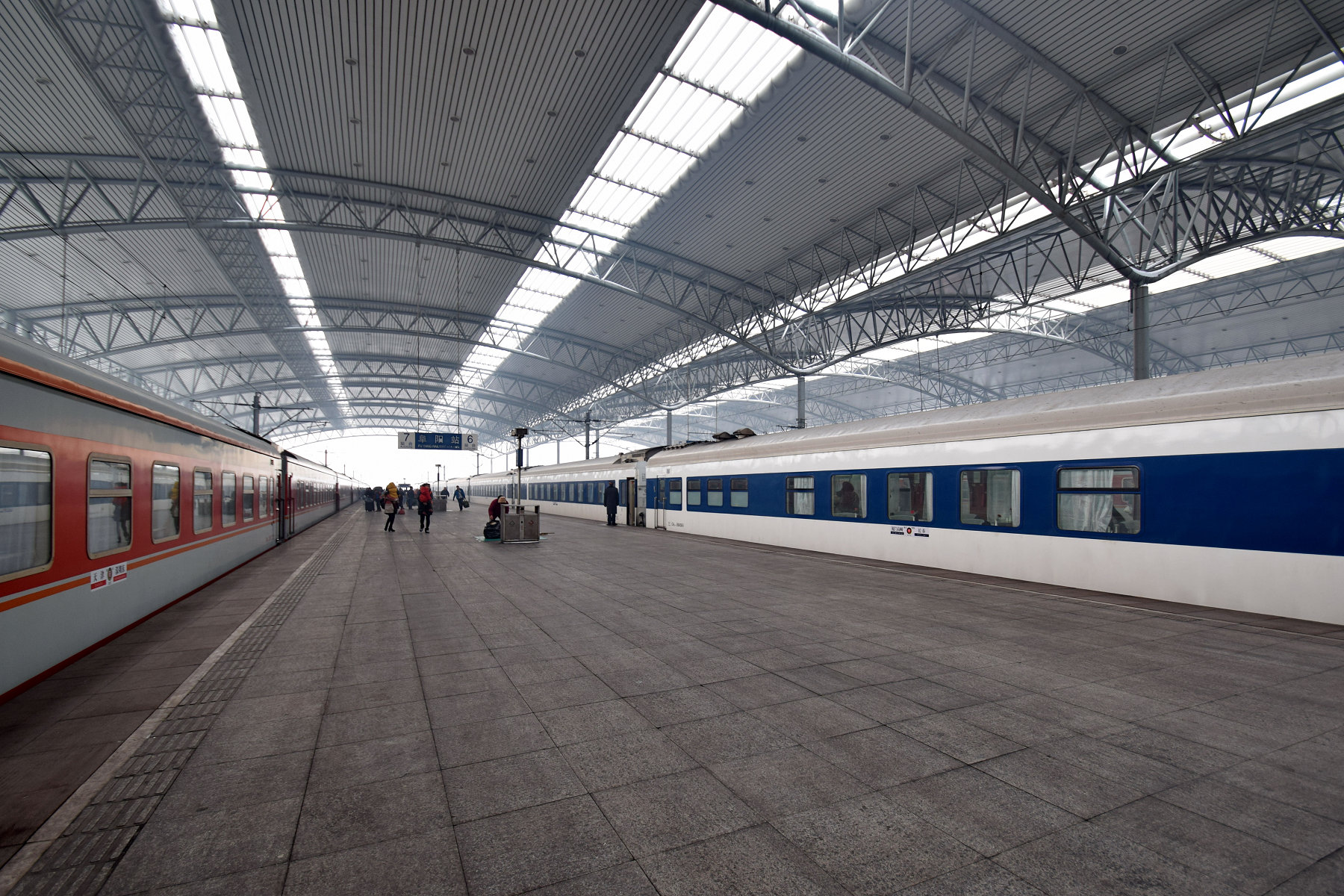
阜阳站站台

阜阳站1971年随青阜铁路开通而启用，1983年时的面积只有500平方米，年发送旅客仅151万人次。阜阳站客流的大幅增长始于20世纪90年代，当时本就地少人多的阜阳在遭受1991年華東水災后，部分农民开始外出打工，至1993年已汇聚成春运民工潮。然而当时的阜阳站为区段站，全部站房仅有1026平方米，2个站台仅长320米，候车室面积也只有360平方米，只能容纳300余人；站场设有7条到发线、8条调车线、2条牵出线。由于车辆严重不足，代客棚车占阜阳站全部始发车的一半。
1996年，京九铁路开通运营，阜阳站由区段站改建为客运站。阜阳客站改造后站房面积增加至10270平方米，其中候车室扩大到5662平方米，售票厅开设14个售票窗口。同时新建服务楼一座；站场规模3台9线，并设4条存车线。
由于阜阳火车站的客流自20世纪90年代以来即以民工为主，尤以春运期间为甚，上海铁路局一度有“节前保沪杭，节后战阜阳”的说法。2007年7月31日，阜阳站开始大规模改造，次年1月29日完工，站台加高，并改用无站台柱风雨棚，运能扩大80%。目前京九本线车的机车乘务员多数在阜阳站更替，以北京局司机与南昌局司机的交接为主。

## 车站结构

### 站房
阜阳站目前使用的站房建于1996年，并曾于2006年进行过翻修工程。其中售票大厅面积2579平方米，设有40个售票窗口；候车厅面积共计11869平方米，同时可容纳5000名旅客候车；站前广场面积36000平方米，设有面积2592平方米的景观候车棚。站房北侧为设有10层的服务楼，高37米，与站房呈反“L”形，由安徽铁道发展集团运营。

### 站场
阜阳站设有5座旅客站台、15条股道，其中包括2条正线、9条旅客列车到发线、3条货物列车到发兼调车线以及1条救援列车线，阜淮货车线外绕车站。站场被面积56000平方米的无站台柱雨棚覆盖。站房和各站台间通过一座宽12米的进站天桥、2座出站地道和1条行包通道连接。车站另配套有机务折返段和客车整备所等设施。

## 旅客列车目的地
目前在阜阳站停靠的旅客列车终到站分布如下：
| 列车所属路局   | 目的地                                                                                               |
| -------------- | --- |
| 北京铁路局     | 北京西、北京豐臺、杭州、贛州、深圳东、石家庄、天津                                                   |
| 广州铁路集团   | 北京豐臺、青岛北、深圳                                                                               |
| 哈尔滨铁路局   | 廣州、哈尔滨西、海口、哈尔滨、武昌、齊齊哈爾、深圳東、牡丹江                                         |
| 呼和浩特铁路局 | 包頭、深圳东                                                                                         |
| 济南铁路局     | 长沙、福州（淡季停運）、广州、济南、貴陽、南宁、青岛北、深圳东、威海、烟台                           |
| 兰州铁路局     | 兰州、深圳東                                                                                         |
| 南昌铁路局     | 北京豐臺、赣州、厦门北、福州                                                                         |
| 上海铁路局     | 宿松、北京豐臺、亳州、广州、合肥、黄山、连云港东、宁波、上海、平頂山、青岛北、太原、温州、徐州、漯河 |
| 沈阳铁路局     | 长春、海口、南宁、深圳東、沈阳北、厦门北                                                             |
| 太原铁路局     | 大同、廣州東、杭州                                                                                   |
| 武汉铁路局     | 武昌、连云港东、上海、周口、平頂山                                                                   |
| 西安铁路局     | 杭州、安康、西安、溫州、海門                                                                         |
| 昆明铁路局     | 連雲港東、昆明                                                                                       |
| 烏魯木齊铁路局 | 合肥、烏魯木齊                                                                                       |
| 郑州铁路局     | 福州、杭州、洛阳、宁波、深圳东、温州、厦门北、郑州、新鄉                                             |